# R-Cycle
R-Cycle ist eine im Jahr 2020 gegründete unternehmensübergreifende Initiative zur Rückverfolgung von Kunststoffverpackungen. Das Ziel ist, Transparenz entlang der Wertschöpfungskette zu schaffen, wobei insbesondere recyclingrelevante Eigenschaften und Inhaltsstoffe von Kunststoffverpackungen im Produktionsprozess digital und automatisiert dokumentiert werden, um sie für den Recyclingprozess zu nutzen. Dies soll eine präzisere Sortierung von Kunststoffabfällen ermöglichen, um hochwertiges Rezyklat herzustellen und eine funktionierende Kreislaufwirtschaft voranzutreiben. Die dafür verwendete Tracing-Technologie basiert auf weltweit etablierten Standards von GS1.

## Konzept
Während das Konzept, welches seit 2018 entwickelt wird, erstmals auf der Kunststoffmesse K in Düsseldorf (2019) vorgestellt wurde, erfolgte der offizielle Start des Verbundprojekts im Juni 2020. Im Frühjahr 2022 ging das Projekt von der Konsortiumsphase in eine offene Community über. Hintergrund des Projekts ist es, mit einem datengetriebenen Ansatz Kunststoffverpackungen besser recyceln zu können. Der Ansatz entspricht dabei Forderungen, wie sie seitens der Europäischen Union im Rahmen des EU Circular Economy Action Plans (Bestandteil des European Green Deals) oder auch auf nationaler Ebene in Deutschland im Rahmen des neuen Verpackungsgesetzes formuliert wurden.
Zur Übermittlung recyclingrelevanter Informationen wird ein Datensatz erzeugt, der über den gesamten nachfolgenden Produktionsprozess einer Kunststoffverpackung abgerufen und um weitere Informationen ergänzt werden kann. Bei der Entsorgung können Recyclingunternehmen über spezielle Markierungen (u. a. sogenannte digitale Wasserzeichen) die Verpackung identifizieren und den Datensatz auslesen.

## Ziel
Ziel ist es, eine hochwertige Wiederverwertung von Kunststoffen aus Verpackungen in relevanten Mengen zu ermöglichen. Die eindeutige Identifizierung einer Verpackung stellt sicher, dass Recyclinganlagen auf Basis der gespeicherten Daten, die während der Herstellung, Weiterverarbeitung und Befüllung der Verpackungen gesammelt worden sind, sicher zwischen recycelbaren und nicht recycelbaren Verpackungen unterscheiden können. Darüber hinaus können detaillierte Informationen zu den verwendeten Kunststoffen und Additiven abgerufen werden. So können sortenreine Abfall-Fraktionen gebildet werden. Dabei wird im Sinne einer Kreislaufwirtschaft hochwertiges Recycling (Cradle-to-Cradle-Recycling) angestrebt, also die Wiederverwertung des Kunststoffs innerhalb der gleichen Anwendung, was die Verwendung fossiler Rohstoffe reduziert. So soll das in der Kunststoffverwertung bisher übliche „Downcycling“ vermieden werden, also die Wiederverwertung in qualitativ minderwertigeren Anwendungen.

## Technologie
R-Cycle verwendet eine Tracing-Technologie basierend auf dem im Einzelhandel etablierten GS1-Standard EPCIS. Dieser weltweit eingesetzte Standard kommt z. B. bei Frischeprodukten in der Nahrungsmittelindustrie zum Einsatz und dient dazu, physische Produkte entlang der Lieferkette mit digitalen Informationen anzureichern. R-Cycle soll zu einem branchenübergreifenden, global einsetzbaren Standard geformt werden, welcher anschließend für alle Unternehmen und Industrien entlang des Lebenszyklus von Kunststoffverpackungen offen verfügbar sein soll.

## Community
Folgende Unternehmen und Institutionen sind Mitglieder der R-Cycle Community (Stand Januar 2025):
- AMB Packaging
- Arburg
- Brückner Maschinenbau
- COMEXI
- Distribuidora Don Ramis (DDR)
- EECC
- Engel
- Erema
- GS1 Germany
- Haitian
- Institut für Kunststoffverarbeitung (IKV) an der RWTH Aachen
- JKU Linz
- Kampf Schneid- und Wickeltechnik
- Kautex Maschinenbau
- Kiefel Technolgies
- Koening & Bauer
- Multivac
- Olbirch/Saueressig
- Pro Data
- Reifenhäuser
- Sidel
- Silver Plastics
- SKZ Kunststoffzentrum
- Steinert
- Sumitomo
- Syncro Group
- Technische Universität München
- Unique Plastic Industry
- Videojet Technologies

## Aktivitäten
R-Cycle wird derzeit im Rahmen verschiedener Pilotprojekte mit Kooperationspartnern (darunter Rohstofflieferanten, Verpackungshersteller und Handelsunternehmen) erprobt und zur Marktreife weiterentwickelt.